# 1-й украинский полк имени Богдана Хмельницкого
1-й украинский полк имени Богдана Хмельницкого (укр. 1-й український полк імені Богдана Хмельницького) — первое украинское военное формирование в бывшей Русской Императорской Армии. Начало формирования — 18 апреля (1 мая) 1917 года (в Киеве, на добровольной основе). Создание полка положило начало украинизации в частях армии Свободной России (в бывшей Русской Императорской Армии).

## История

### Предпосылки
24 (11) марта 1917 военное вече, состоящий из 1000 солдат и офицеров, приняло решение об организации украинского полка на добровольной основе. В начале апреля на этапно-распределительном пункте в Киеве собралось около 3 тыс. солдат-украинцев, которые заявили командованию Киевского военного округа (КВО) о своём желании создать 1-й пеший полк имени гетмана Б. Хмельницкого. Их решение встретило резко отрицательное отношение как со стороны командования КВО, так и представителей российских партий в киевских советах. 28 (15) апреля требование солдат-украинцев поддержала Украинская Центральная Рада. Решение об организации украинского полка отстаивали представители Украинского военного клуба имени гетмана Павла Полуботка. Именно благодаря настойчивому труду клуба и был сформирован этот полк.

### Создание полка

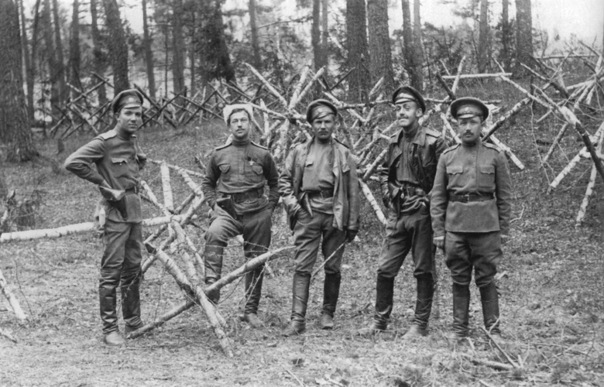
Офицеры Украинского Богдана Хмельницкого пехотного полка возле полевых заграждений.

18 апреля 1917 года на устроенном клубом празднике, в котором участвовали части киевского гарнизона и солдаты-украинцы с распределительного пункта, последние провозгласили себя Первым украинским казацким имени гетмана Б. Хмельницкого полком во главе с избранным ими командиром штабс-капитаном Д. Путником-Гребенюк.
Пока шли переговоры с командованием КВО, в казармах на ул. Васильковской началось формирование полка — организовано сотни и избран старшин. После поездки делегации украинцев к командованию Юго-Западного фронта генералу А. Брусилова, 4 мая (21 апреля) было получено разрешение на формирование украинского полка на добровольной основе, но в киевском гарнизоне должны были остаться только 500 человек.

### Дальнейшая судьба

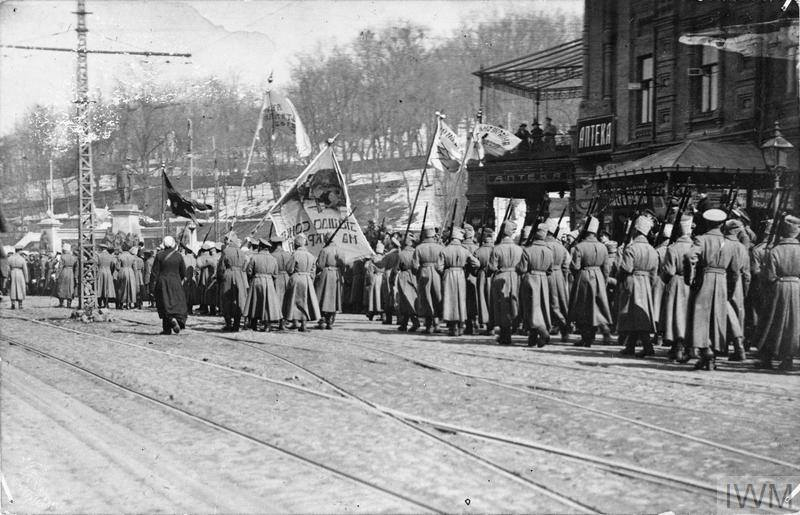
Полуботковцы в центре Киева

После неудачного восстания полуботковцев, целью которого было провозглашение украинского государства, Центральная Рада начала с подозрением относиться к любым военным патриотически настроенным частям. Поскольку Центральная Рада не способна была справиться с их выступлением, ей на помощь пришла российская «военно-демократическая революционная» часть власти Киевского округа, которая видела в создании полка признаки «дезертирства», которое способно разрушить русский фронт. Российская пресса всех мастей, от «Киевлянина» до «Киевской мысли», включая СРСД, начала ставить факт создания полка, как страшное преступление против революции, заветов демократии и т. п.
8 августа (26 июля) 1917 года по требованию командования КВО Центральная Рада дала согласие на вывод полка на Юго-Западный фронт. Во время отъезда эшелонов богдановцев из Киева их обстреляли и полк понёс значительные потери. По инициативе Рады было возбуждено дело по поводу этой провокации, который так и не был завершён.
После реорганизации полка, в Киеве из его состава был выделен ещё один украинизированный полк, состоявший из сторонников Центральной Рады. Он получил название 1-го Украинского запасного пехотного полка, а его командиром был назначенен Дмитрий Абриньба. Богдановцы отмечались боевым задором в военных операциях. На фронте полк нашёл в лице командующего дивизионным обозом 10-й пехотной дивизии 5-го армейского корпуса Петра Болбочана дееспособного опекуна. Пользуясь своим опытом, он укрепляет полк новобранцами, помогает богдановцам материально. 
20 октября 1917 в Киеве должен начаться Третий всеукраинский военный съезд. Незадолго до этого Богдановский полк вернулся с фронта и расположился под Волочиском. На съезд прибыли и делегаты-богдановцы: инженер Макаренко, Николай Галаган, полковой хозяин И. Андрущенко и командир полка Юрий Капкан — как член Украинской генерального военного комитета.
Делегаты съезда избрали командиром «съездовского» (1-го Республиканского) полка — Юрия Капкана, а полковым адъютантом — Николая Галагана, который, впоследствии создавал и руководил этой частью. Позже полк участвовал в разоружении взбунтовавшихся частей киевского гарнизона. В январе 1918 полк вёл боевые действия с красногвардейскими отрядами.
Вместе с Гайдамацким кошем Слобожанщины, остатки Богдановского полка во главе с сотником А. Шаповалом защищали Киев и Центральную Раду от наступления войск Михаила Муравьёва. В начале 1918 года полк отошёл с войсками УНР на Волынь. С апреля 1918 находится в составе Запорожского корпуса Армии УНР как 3-й Запорожский пехотный полк им. гетмана Б.Хмельницкого.

## Название
Официальное наименование в Российской республиканской армии (на сентябрь 1917):
- Украинский Богдана Хмельницкого пехотный полк

Наименование в украинской армии (1917—1920 годы):
- 1-й Украинский казачий полк имени гетмана Богдана Хмельницкого
- 3-й Запорожский им. гетмана Б. Хмельницкого пехотный полк
- 4-й запорожский полк Запорожского корпуса

## Известные деятели
Военные:

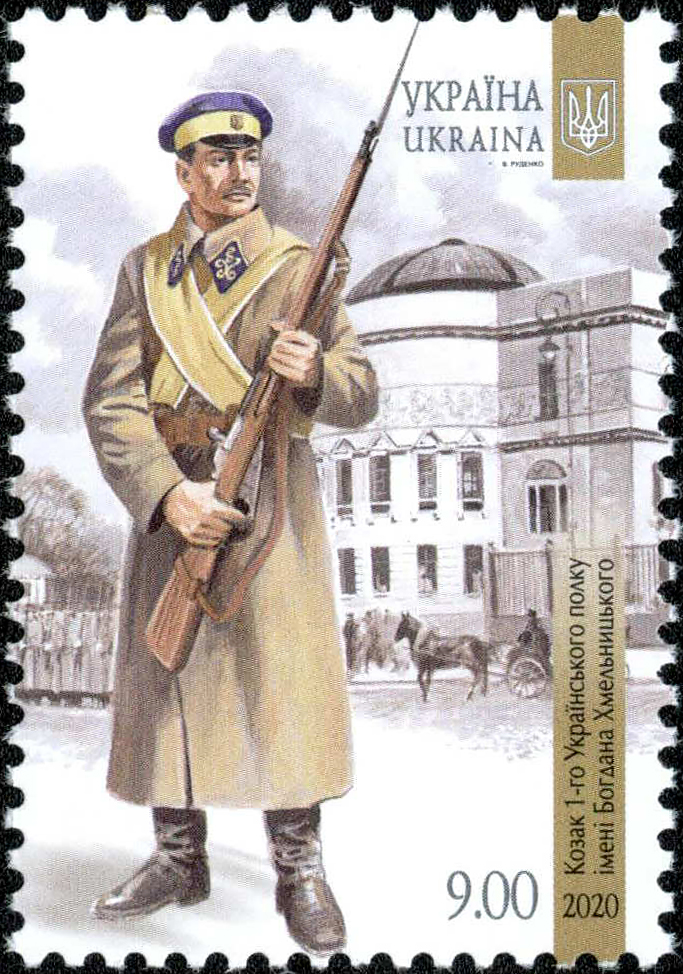
Украинская почтовая марка 2020 года, "Серия «Вооруженные формации Украинской революции 1917—1921 годов»: «Казак 1-го Украинского полка имени Богдана Хмельницкого».

- Капкан Георгий Евдокимович — подполковник, командир полка (1917)
- Ластивченко Юрий Иванович — командир полка
- Базилевский Павел Михайлович — офицер
- Барвинский Борис Фёдорович — офицер
- Галаган Николай Михайлович — прапорщик, адъютант, глава полкового совета солдатских депутатов
- Андрей Андреевич Журавель — полковой врач
- Кобизкий Иван Митрофанович — командир 1-й пулемётной сотни
- Лазуренко Степан Савич — один из основателей полка, полковник
- Лощенко Семён Матвеевич — подпоручик, участник боя под Крутами
- Ниговский Иван Николаевичч — офицер

Капелланы:
- Маринич Николай Агафонович

## Память
- 26 июля 1917 на железнодорожной станции Пост-Волынский кирасиры белогвардейцев из пулемётов расстреляли солдат 1-го Украинского полка им. Богдана Хмельницкого, которые ехали на фронт. 22 июля 2015 на этом месте открыли мемориальную доску.
- В честь самого полка, а также в честь Богдана Хмельницкого, назван Отдельный президентский полк имени гетмана Богдана Хмельницкого.
- В 2017 году на государственном уровне в Украине отмечался юбилей — 100 лет со времени образования 1-го украинского полка имени Богдана Хмельницкого и начала формирования украинских вооружённых сил (1 мая 1917).